# Мельничанський Григорій Натанович
Григорій Натанович Мельничанський (6 червня 1886, місто Бобринець Єлисаветградського повіту Херсонської губернії, тепер Кіровоградської області — розстріляний 26 жовтня 1937, місто Москва, тепер Російська Федерація) — радянський державний і профспілковий діяч, голова ЦК Спілки текстильників. Член ВЦВК і ЦВК СРСР. Кандидат у члени ЦК ВКП(б) у 1925—1930 роках.

## Життєпис
Народився в єврейській міщанській родині. З 1897 по 1900 рік навчався в годинникаря в місті Бобринці, був підмайстром. Переїхав до Єлисаветграда, але роботи не знайшов. Виїхав до Кривого Рогу, де до середини 1901 року працював підмайстром у єврейській майстерні. З 1901 року — робітник у містечку Богопіль.
Член РСДРП з 1902 року.
У 1903 році перехав до Єлисаветграда, а потім до Миколаєва. Знову повернувся до Єлисаветграда, де працював у більшовицькій організації. Потім виїхав до Кременчука, де восени 1904 року заарештований за революційну діяльність. Три місяці перебував у в'язниці, після виходу із ув'язнення перейшов на нелегальне становище.
Вів революційну діяльність в Одесі, в центрально-промисловому районі Сибіру. Заарештований у місті Керчі, але був відпущений під нагляд поліції та втік до Одеси. Брав активну участь у жовтневих демонстраціях 1905 року, організовував профспілки, був вибраний від профспілок до Одеської ради робітничих депутатів.
Заарештований у грудні 1905 року, засуджений до заслання в Тобольський повіт Тобольської губернії, звідки зразу ж втік до міста Сормова, де нелегально працював на заводі. Потім переїхав до міста Кунавіно, обраний членом Нижньогородського комітету РСДРП.
У 1907 році переїхав до Одеси, потім до Миколаєва, де був заарештований на три місяці і відправлений під чужим іменем на заслання до В'ятської губернії. Через два тижня втік, добрався до Казані, а потім до Нижнього Новгорода, де був знову заарештований і засланий на три роки до Обдорська Тобольської губернії. Звідти зразу ж втік, перебрався в Тобольськ, а потім у Тюмень, де видава газету «Тюменский рабочий». Після провалу більшовицької організації заарештований, засуджений на заслання в Преображенську волость Кіренського повіту Іркутської губернії. Під час етапу втік до Кіренська, потім через Іркутськ повернувся до Єлисаветграда.
Наприкінці 1910 року емігрував в США, працював у Мінніаполісі та Нью-Йорку. Брав активну участь в американському робітничому русі, був членом російської федерації Американської соціалістичної партії, редагував газету «Новый Мир», організовував російські відділи тред-юніонів, брав участь у страйках, чотири рази був на короткий час заарештований. Був пов'язаний з організацією «Індустріальні робітники світу».
У березні 1917 року виїхав з США до Росії разом з Левом Троцьким, був заарештований англійцями в Галіфаксі і відправлений до концтабору в Канаді, але 4 травня 1917 року звільнений і повернувся до Росії.
У 1917 році працював у більшовицьких партійних організаціях Фінляндії та Донбасу. З липня 1917 року працював у Московській Спілці металістів, був секретарем обласного комітету металістів Центрального Промислового району.
З листопада 1917 року — член Московського військово-революційного комітету (представник від профспілок).
У 1917—1918 роках — секретар Московської губернської ради профспілок.
У 1918 році — секретар Всеросійської центральної ради професійних спілок (ВЦРПС), член Президії ВЦРПС, голова Московської губернської ради профспілок.
У 1918—1920 роках — член Ради робітничо-селянської оборони (Ради праці і оборони) РРФСР.
З 1921 року — член Президії ВЦРПС та член Президії Міжнародного Інтернаціоналу профспілок (Профінтерну).
У 1924—1926 роках — завідувач організаційного відділу ВЦРПС.
У 1926—1929 роках — голова ЦК Спілки текстильників.
У 1929—1931 роках — голова Всесоюзного текстильного об'єднання, член Президії Вищої ради народного господарства (ВРНГ) СРСР.
У 1931—1934 роках — член Президії Державної планової комісії при РНК СРСР; член колегії Народного комісаріату робітничо-селянської інспекції СРСР.
У 1934—1936 роках — голова Комітету з винахідництва при Раді праці і оборони СРСР.
До червня 1937 року — в резерві ЦК ВКП(б).
20 червня 1937 року заарештований органами НКВС. Засуджений Військовою колегією Верховного суду СРСР 26 жовтня 1937 року до страти, розстріляний того ж дня. Похований на Донському цвинтарі Москви.
3 листопада 1959 року реабілітований, посмертно відновлений у партії.